# Tezontla
Tezontla är en ort i Mexiko.   Den ligger i kommunen Tamazunchale och delstaten San Luis Potosí, i den sydöstra delen av landet, 210 km norr om huvudstaden Mexico City. Tezontla ligger 142 meter över havet och antalet invånare är 642.
Terrängen runt Tezontla är kuperad åt sydväst, men åt nordost är den platt. Runt Tezontla är det ganska tätbefolkat, med 86 invånare per kvadratkilometer. Närmaste större samhälle är Tamazunchale, 9,8 km väster om Tezontla. I omgivningarna runt Tezontla växer huvudsakligen savannskog.